# Артеменко, Николай Иванович
Николай Иванович Артеменко (10 (22) марта 1906 года, деревня Мазурино, Виленская губерния, Российская империя — 5 сентября 1942, в районе деревни Гайтолово, Ленинградская область, СССР) — советский военачальник, подполковник (1942).

## Биография

### Довоенная биография
Родился в 1906 году в крестьянской семье.
В сентябре 1924 года Артеменко поступил на службу в РККА и стал курсантом в Объединённой военной школы им. ЦИК Белорусской ССР в городе Минск. По окончании обучения в октябре 1927 года был назначен командиром взвода полковой школы 86-го стрелкового им. Володарского полка 29-й стрелковой дивизии в городе Вязьма.
В 1930 году вступил в ВКП(б).
С февраля 1931 по июнь 1932 года был заведующим военным кабинетом Вяземского Дома Красной армии, одновременно прошёл переподготовку на курсах бронетанковых войск. Затем вновь вернулся в 29-ю стрелковую дивизию и был назначен начальником штаба 85-го стрелкового полка, с февраля 1934 года командовал батальоном в 86-м стрелковом им. Володарского полку.
В 1934 года прошёл курсы авиадесантных войск и в июле был назначен начальником полковой школы 190-го стрелкового полка в 64-ю стрелковую дивизию.
В августе 1936 года переведен в МВО командиром батальона 40-го стрелкового полка 14-й стрелковой дивизии.
С сентября 1937 по февраль 1940 года имел перерыв в службе, затем был назначен помощником командира батальона КУКС запаса МВО.
Летом 1940 года в течение двух месяцев временно командовал батальоном. С ноября командовал ротой курсантов в Подольском стрелково-пулеметном училище, одновременно учился на заочном отделении в Военной академии РККА им. М. В. Фрунзе.

### Великая Отечественная война

#### Служба в 199-й стрелковой дивизии
В марте 1941 года назначен заместителем командира 584-го стрелкового полка 199-й стрелковой дивизии КОВО.
С началом Великой Отечественной войны дивизия, совершив марш в район город Ярмолинцы, заняла оборону по южному берегу реки Случь в районе Староконстантинов, Красилов. В составе 6-й армии участвовала в приграничном сражении (северо-западнее г. Львов), затем отходила на винницком направлении.
С 24 июля 1941	года капитан Артеменко исполнял должность начальника оперативной части штаба дивизии. В ходе Киевской оборонительной операции в июле — августе дивизия в составе 49-го стрелкового корпуса 6-й, а с августа — 26-й армий Юго-Западного фронта вела оборонительные бои в районах Мироновка, Пятихатка против частей 68-й пехотной дивизии и дивизии СС «Викинг». Затем её части оборонялись на реке Днепр в районе города Канев и южнее г. Черкассы. Во время боев за переправу через р. Днепр Артеменко неоднократно выполнял задания командования оперативного характера в частях дивизии.

#### Начальник штаба 366-й стрелковой дивизии / 19-й гвардейской дивизии
С 5 сентября 1941 года майор Артеменко назначен начальником штаба 366-й стрелковой дивизии, формировавшейся в СибВО. В ноябре дивизия убыла на Волховский фронт. Прибыв на ст. Вологда, она вошла в состав 59-й армии резерва ВГК и совершила марш в направлении Тихвина. Введена в бой в ходе Любанской операции 19 января 1942 года. Перед дивизией стояла задача переправиться на западный берег Волхова, уже занятый советскими войсками, затем наступать вдоль восточной опушки леса западнее Арефино и Красного Посёлка, чтобы вместе с 23-й, 24-й и 58-й стрелковыми бригадами уничтожить врага в районе деревни Борисово, таким образом ликвидировать Ямно-Борисовский узел сопротивления, который продолжал удерживаться войсками противника и мешал развитию наступления к Мясному Бору. Затем дивизии предстояло наступать на вторую линию немецкой обороны у Мясного Бора.
Ранним утром 19 января 1942 года один из полков дивизии переправился на другой берег реки и завязал бои западнее Ямно, в направлении Мясного Бора. Поскольку дивизия наступала на главном направлении удара, в её распоряжение были переданы танки 160-го и 162-го танковых батальонов. 21 января 1942 года дивизия, продолжая продвижение с боями, вышла одним из батальонов к освобождённой накануне деревне Борисово, а другим батальоном — на дорогу совхоз «Красный Ударник» — Мясной Бор, и заняла позиции для наступления к шоссе вдоль дороги. После отражения контратак, дивизия в ночь с 21 на 22 января 1942 года перешла в наступление на Мясной Бор. Днём 22 января 1942 года передовые части дивизии уже вышли к Мясному Бору и завязали за него бои. Один из полков в этот же день захватил железнодорожную станцию Мясной Бор и деревню Теремец-Курляндский, уже несколько западнее Мясного Бора. 24 января 1942 года полоса обороны противника у Мясного Бора была окончательно прорвана. Дивизия продолжала развивать наступление, взяла деревни Кречно и Новую Кересть, 27 января 1942 года участвовала в освобождении Финева Луга, затем, продвигаясь вместе с частями введённого в прорыв 13-го кавалерийского корпуса действуя на его левом фланге дивизия 31 января 1942 года вышла к населённым пунктам Чауни и Тесово-Нетыльский. Затем, наступая через Тесовское болото, правым флангом овладела деревнями Заболотье, Вольные Кусони, Ясно, Ушницы, Туховежи, развернувшись фронтом на юг, но на своём левом фланге не смогла взять деревню Пятилипы, и на этих позициях ведёт бои до преобразования.
9 февраля 1942 года в оперативное подчинение дивизии была передана 23-я стрелковая бригада 26 февраля 1942 года дивизия и бригада были переданы в 52-ю армию. Два батальона дивизии во второй декаде марта 1942 года привлекались к боям в районе Мясного Бора, когда противник первый раз сумел замкнуть кольцо окружения.
17 марта 1942 года приказом НКО № 78 «За проявленную отвагу в боях за Отечество с немецкими захватчиками, за стойкость, мужество, дисциплину и организованность, за героизм личного состава» дивизия была преобразована в 19-ю гвардейскую стрелковую дивизию.

#### Командир 191-й стрелковой дивизии
12 мая 1942 года Артеменко допущен к командованию 191-й стрелковой Краснознаменной дивизией 59-й армии, находившейся в обороне во втором эшелоне в районе Мясной Бор.
30 мая противник перерезал коммуникации 2-й ударной армии, в результате два полка дивизии (559-й и 552-й) оказались отрезанными от штаба и перешли в подчинение этой армии. В течение 26 дней с оставшимися 546-м стрелковым и артиллерийским полками, спецподразделениями дивизии подполковник Артеменко сдерживал натиск противника и обеспечивал выход из окружения частей 2-й ударной армии. С 10 августа дивизия вновь была передана 2-й ударной армии Волховского фронта, передислоцирована в район Синявино и участвовала в Синявинской наступательной операции. В ходе её 5 сентября 1942 года подполковник Артеменко погиб от осколков снарядов при вражеском артиллерийском обстреле.
Похоронен в Братском воинском захоронении — деревня Васильково в Назиевском городском поселении Кировского района Ленинградской области.

## Награды[3]
- орден Красного Знамени (1942).
- орден Красной Звезды